# Netsporig mosschijfje
Het netsporig mosschijfje (Lamprospora miniata) is een schimmel in de familie Pyronemataceae. Het komt voor in gras- en hooilanden. Het leeft parasitisch, infecteert rhizoïden van Aloina, Encalypta streptocarpa, Encalypta vulgaris, Phascum cuspidatum, Pottia bryoides en Pottia intermedia.

## Kenmerken
De apothecia hebben een diameter van 1 tot 3 mm met een prominent vliezige rand. Het hymenium is rood.
De asci zijn achtsporig en deze zijn eenzijdig gerangschikt. De ascosporen zijn bolvormig en meten (13-)14-16(-17) µm. De sporenornamentatie bestaat uit richels van (0,3-)0,5(-0,8) µm breed die een min of meer regelmatig areolaat reticulum vormen.

## Verspreiding
Het netsporig mosschijfje komt voor in Europa (Canarische Eilanden, Duitsland, Finland, Frankrijk, Griekenland, Hongarije, Italië, Noorwegen, Slowakije, Tsjechië, Verenigd Koninkrijk). In Nederland komt het zeldzaam voor. Het staat op de rode lijst in de categorie 'Gevoelig'.

## Variëteiten
Van deze soort bestaan drie variëteiten:
1. Lamprospora miniata var. miniata : komt voor bij Aloina, Encalypta, Phascum en Pottia. Staat hierboven beschreven.
2. Lamprospora miniata var. parvispora : komt voor bij Kleismaragdsteeltje (Barbula unguiculata) en Gewoon smaragdsteeltje (Barbula convoluta) [4]
3. Lamprospora miniata var. ratisbonensis: komt voor bij Broeddubbeltandmos (Didymodon rigidulus) en muurdubbeltandmos (Didymodon vinealis) [5]